# 프라이데이 나이트 라이츠 (영화)
《프라이데이 나이트 라이츠》(Friday Night Lights)는 2004년 개봉한 미국의 스포츠 드라마 영화이다. 버즈 비싱어의 동명 수필을 기반으로 피터 버그 감독이 연출하고 각색했다.
같은 이름의 TV 시리즈는 2006년 10월 3일 NBC에서 처음 방영되었다.

## 줄거리
1988년 텍사스 오데사, 지역 고등학교 미식축구팀 퍼미언 팬서스는 엄청난 기대를 받으며 시즌을 시작한다. 스타 러닝백 부비 마일스와 그의 활약에 의존하는 쿼터백 마이크 윈첼, 그리고 알코올 중독 아버지에게 학대받는 풀백 돈 빌링슬리가 팀의 주축이다. 선수들은 지역 사회의 압박감에 힘겨워하며 종종 파티를 즐긴다. 개막전에서 퍼미언은 압승하지만, 경기 막판 부비 마일스가 부상을 당하며 팀은 위기를 맞는다. 코치 게리 게인스는 마일스를 무리하게 투입했다는 비난을 받고, 팀은 연패에 빠진다. 하지만 다른 선수들의 활약으로 팀은 다시 승승장구하며 플레이오프 진출을 노린다. 
부상에서 회복하려던 마일스는 결국 수술이 불가피해 시즌 아웃되고, 팀은 그의 부재 속에서 플레이오프 진출을 위한 마지막 경기를 치른다. 경기에서 패배한 후, 술에 취한 빌링슬리의 아버지는 과거의 영광만을 되새기며 절망하고, 빌링슬리는 그의 챔피언십 반지를 되찾아 돌려준다. 퍼미언은 플레이오프 진출을 위한 세 팀 간의 동전 던지기에서 극적으로 승리한다.
플레이오프에서 퍼미언은 승승장구하지만, 챔피언십 결승에서 강력한 우승 후보인 댈러스 카터 고등학교를 만난다. 마일스는 경기를 벤치에서 지켜보지만, 팀은 카터의 압도적인 실력에 고전하며 20점 차까지 뒤쳐진다. 하지만 포기하지 않고 맹렬하게 추격하여 6점차까지 좁힌다. 경기 막판, 선수들이 부상 속에서도 투혼을 발휘하며 공격을 이어가지만 마지막 공격에서 아쉽게 실패하고 카터가 우승을 차지한다. 경기가 끝나고 빌링슬리는 아버지와 화해한다.
영화는 이후 선수들이 각자의 삶을 성공적으로 살아가고, 게인스 감독이 다음 해에 팀을 무패 우승으로 이끈다는 내용으로 마무리된다.

## 캐스팅
- 빌리 밥 손튼 - 게리 게인스
- 루커스 블랙 - 마이크 미첼
- 개릿 헤들런드 - 돈 빌링즐리
- 데릭 루크 - 부비 마일스
- 제이 헤르난데즈 - 브라이언 차베스
- 리 톰프슨 영 - 크리스 코머
- 팀 맥그로 - 찰스 빌링즐리
- 코니 브리튼 - 샤론 게인스